# Îlot Alto (Selvagens)
L'îlot Alto (en portugais : Ilhéu Alto) est un îlot situé dans l'archipel des îles Selvagens dépendant de Funchal à Madère, au Portugal.